# John Vertue

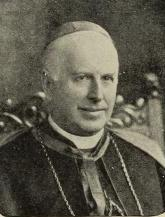
John Vertue

John Vertue (of Virtue) (Londen, 28 april 1826 – 23 mei 1900) was een Engelse prelaat van de Rooms-Katholieke Kerk. Hij was de eerste bisschop van Portsmouth, van 1882 tot 1900.
Vertue studeerde aan het St. Edmund’s College in Ware tussen 1845 en 1848. Hij werd priester gewijd op 20 december 1851 en werd aangesteld als bisschop van het bisdom Portsmouth op 3 juni 1882. Hij ontving de bisschopswijding op 25 juli 1882 van kardinaal Henry Manning, aartsbisschop van Westminster. De concelebranten waren Herbert Vaughan, bisschop van Salford (later aartsbisschop van Westminster) en William Weathers, hulpbisschop van Westminster.
Bisschop Vertue stierf op 23 mei 1900.
- Gemeinsame Normdatei: 1047663775
- International Standard Name Identifier: 0000 0000 7127 1810
- Library of Congress Control Number: no2009148933
- SNAC: w6765tv3
- Virtual International Authority File: 100806599
- WorldCat: E39PBJjxpjk7JdgJJpC8TxYQMP